# Midi Modern Music Festival

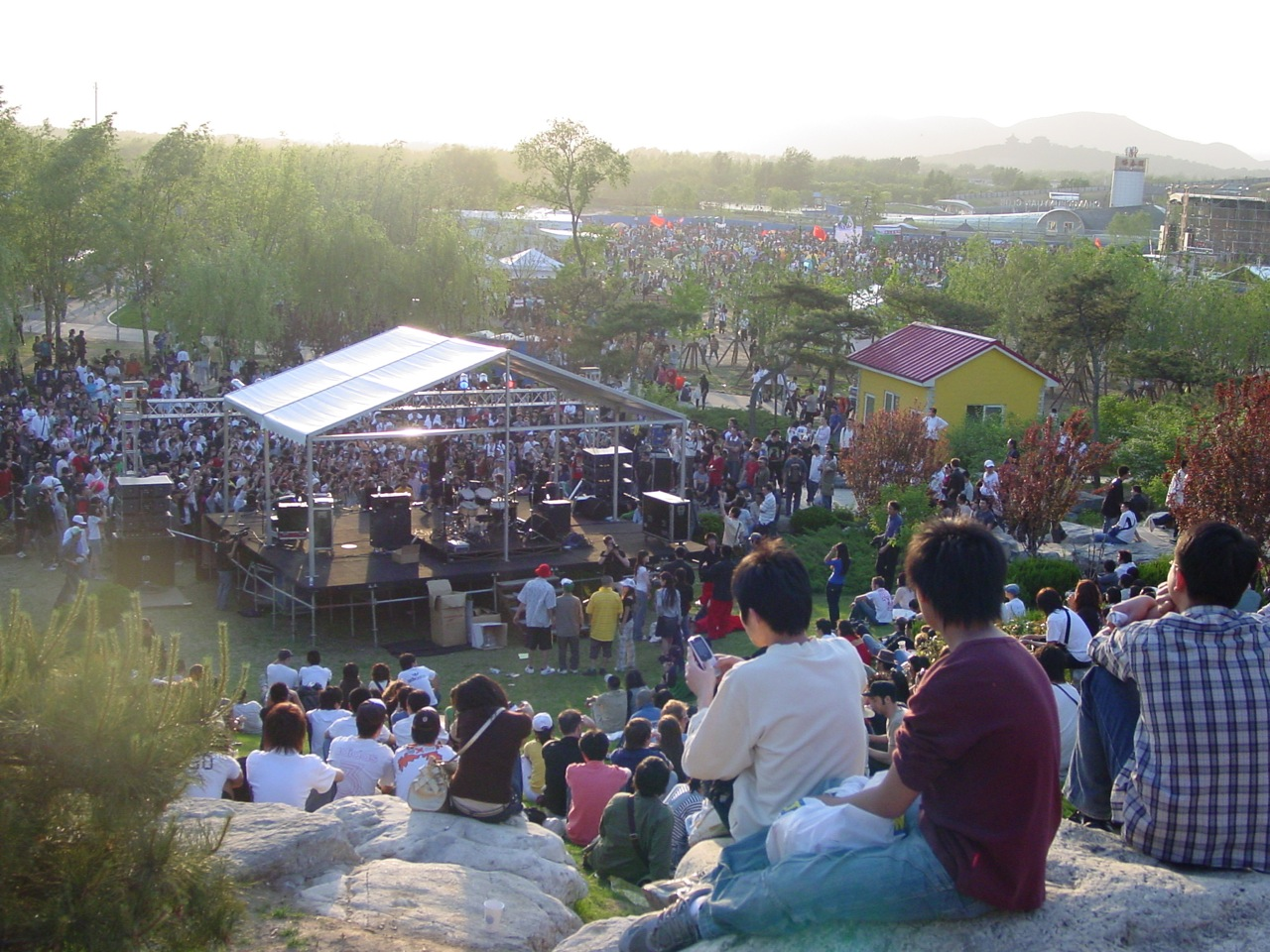
Midi Modern Music Festival 2007

Das Midi Modern Music Festival (Chinesisch: 迷笛音乐节) ist ein chinesisches Rockmusik-Festival. Es findet seit 1997 jedes Jahr in Peking statt. Mit bis zu 80.000 Besuchern gilt es als größtes Rockfestival Chinas. Veranstalter des Midi Modern Music Festival ist die Beijing Midi School of Music.

## Entwicklung
2003 spielte die japanische Band Brahman als erste ausländische Band auf dem Midi Modern Music Festival, sie wurde allerdings von einigen Zuschauern angegriffen und mit Gegenständen beworfen. Das 2003er Festival war gleichzeitig das erste Midi Modern Music Festival, das nicht auf dem Gelände der Beijing Midi School of Music, sondern auf einem speziellen Festivalgelände stattfand. Im Jahr 2004 musste das Midi Modern Music Festival auf Einwirken der chinesischen Regierung, ebenso wie schon 2003, im Oktober, statt wie üblich vom 1. bis 3. Mai stattfinden. Im Jahr 2005 kam eine zweite Bühne hinzu, 2006 waren es bereits fünf. Die Apres Midi Stage ist nicht auf dem Festivalgelände, sondern in der Tango Bar am Rand der Innenstadt auf der zweiten Ringstraße. Zwei andere Bühnen werden von der Ao Tu Culture company bzw. GuitarChina.com geleitet. Im Jahr 2006 zog das Festival in den Haidian Park im Pekinger Bezirk Haidian. Unter den über 100 Bands waren 18 ausländische, unter anderem Alev, Monokino, Yokohama Music Association, The Wombats und The Mayflies. Zum ersten Mal fand das Festival vier Tage vom 1. bis zum 4. Mai statt.
Im Jahr 2007 spielten unter anderem Crimea, Kava Kava, The Soundtrack of Our Lives sowie Dave Stewart von Eurythmics auf dem Midi Modern Music Festival. Greenpeace trat als Co-Sponsor auf.